# ارسن مارتین
ارسن مارتین (انگلیسی: Ersen Martin؛ زادهٔ ۲۳ مهٔ ۱۹۷۹) بازیکن فوتبال اهل ترکیه است.
از باشگاه‌هایی که در آن بازی کرده‌است می‌توان به باشگاه فوتبال قاسم‌پاشا اسپور، باشگاه ورزشی گنچلربیرلیغی، باشگاه فوتبال آنکارا اسپور، باشگاه فوتبال رکریتیوو اوئلوا، باشگاه فوتبال مانیسااسپور، باشگاه فوتبال دنیزلی اسپور، باشگاه فوتبال ترابزون‌اسپور، باشگاه فوتبال سیواس‌اسپور، باشگاه فوتبال نورنبرگ، باشگاه فوتبال بشیکتاش، و باشگاه ورزشی گوزتپه اشاره کرد.
وی همچنین در تیم‌های ملی فوتبال زیر ۲۱ سال ترکیه، Turkey A2 national football team، و ترکیه بازی کرده‌است.